# Seznam škotskih arheologov
Seznam škotskih arheologov.

## A
- Lord John Abercromby

## F
- Robert Bruce Foote

## M
- Duncan Mackenzie
- Alexander Murray (1841-1904)

## R
- William Mitchell Ramsay

## S
- William Robertson Smith
- David Stronach

## T
- Alexander Thom